# Total Air War
Total Air War (ou F-22 Total Air War) est un jeu vidéo de simulation de vol développé par Digital Image Design et édité par Infogrames, sorti en 1998 sur Windows.

## Accueil
- Jeuxvideo.com : 16/20[1]